# Lambert Einspieler
Lambert Einspieler, slovenski rimskokatoliški duhovnik, politik in organizator na Koroškem, * 10. september 1840, Bistrica v Rožu, † 3. februar 1906, Celovec.

## Življenje in delo
Lambert Einspieler, bratranec A. Einspielerja, je v Celovcu obiskoval gimnazijo (1851–1859) in bogoslovje in bil leta 1863 posvečen. Kot kaplan je služboval v Kaplji na Dravi (nem. Kappl a.d. Drau) (1863), v žabniški župniji in kot vodja zakristije in bogoslužja na Višarjih (1864), v Beljaku (1866), kjer je prevzel vodstvo novega katoliškega društva rokodelskih pomočnikov, v Celovcu kot dvorni kaplan in tajnik (1868) ter opravljal še druge cerkvene službe.
K narodnemu delu ga je spodbujal A. Einspieler, po njegovi smrti je postal Lambertov dom središče narodnostnega življenja. Bil je dober poznavalec koroških razmer, informiral je slovenske državne poslance, podpiral slovenska podjetja in šolo v Št. Rupertu in Velikovcu. Leta 1868 je sodeloval pri ustanovitvi in v odboru slovenske posojilnice v Celovcu ter Gospodarske zadruge v Sinči vasi (nem. Kühnsdorf) in bil izvoljen v odbor Mohorjeve družbe, postal po Janežičevi smrti njen tajnik (1869–1886), pridobival pisatelje in urejal članke ter bil po smrti A. Einspielerja namestnik predsednika (1888), pregledovavec računov, po smrti V. Müllerja pa prvi predsednik družbe (1899). Bil je izjemno aktiven, ko je Mohorjeva družba ustanavljala tiskarno in si postavljala upravno stavbo. V državnem zboru, kamor je bil izvoljen kot kandidat Slovencev in nemške katoliške stranke v kmečkih občinah Celovec-Velikovec, je bil (1897 do 1900) prvi zastopnik koroških Slovencev.

## Zunnje povezave
- Pirjevec Avgust. »Einspieler Lambert«. Slovenski biografski leksikon. Ljubljana: ZRC SAZU, 2013 – prek Slovenska biografija.